# Ratpenat frare
El ratpenat frare (Myotis frater) és una espècie de ratpenat de la família dels vespertiliònids. Viu a la Xina, el Japó, Corea del Nord, Corea del Sud i Rússia. Nia en cases, coves i forats dels troncs. Es desconeix si hi ha cap amenaça significativa per a la supervivència d'aquesta espècie.